# Кабрера, Тельма
Тельма Кабрера Перес де Санчес (исп. Thelma Cabrera Pérez de Sánchez; родилась 21 сентября 1970 года) — правозащитница и политик из числа коренных народов (майя мам). Кабрера баллотировалась на пост президента Гватемалы в 2019 году от левой индихенистской политической партии «Движение за освобождение народов». Она заняла четвертое место на выборах 2019 года с 10,3 % голосов избирателей, что является самым высоким показателем голосов для кандидата от коренного населения в истории Гватемалы.

## Ранние годы
Кабрера родилась в бедной крестьянской семье, выросла в Эль-Асинтале на западном побережье Гватемалы и вышла замуж в возрасте 15 лет. В ранние годы Кабрера вместе со своими родителями, братьями и сёстрами работала на кофейных плантациях. О своём воспитании Кабрера в интервью The Guardian отметила: «Я ниоткуда… Но в течение многих лет я работала с сообществами, страдающими от отсутствия возможностей, недостойной заработной платы и насилия в результате структурных проблем и коррупции». Многие из её политических оппонентов пытались изображать её неотёсанной, ссылаясь на отсутствие у неё образования, чтобы на протяжении всей ее кампании в 2019 году. Кабрера же подчеркивала, что у неё «много знаний из жизненных университетов». Учитывя, что каждая третья женщина из числа коренных народов не имеет доступа к медицинскому обслуживанию, Кабрера своими приоритетами называла доступность женщинам в Гватемале образования и здравоохранения.

## Политическая деятельность

### Президентская кампания 2019 года

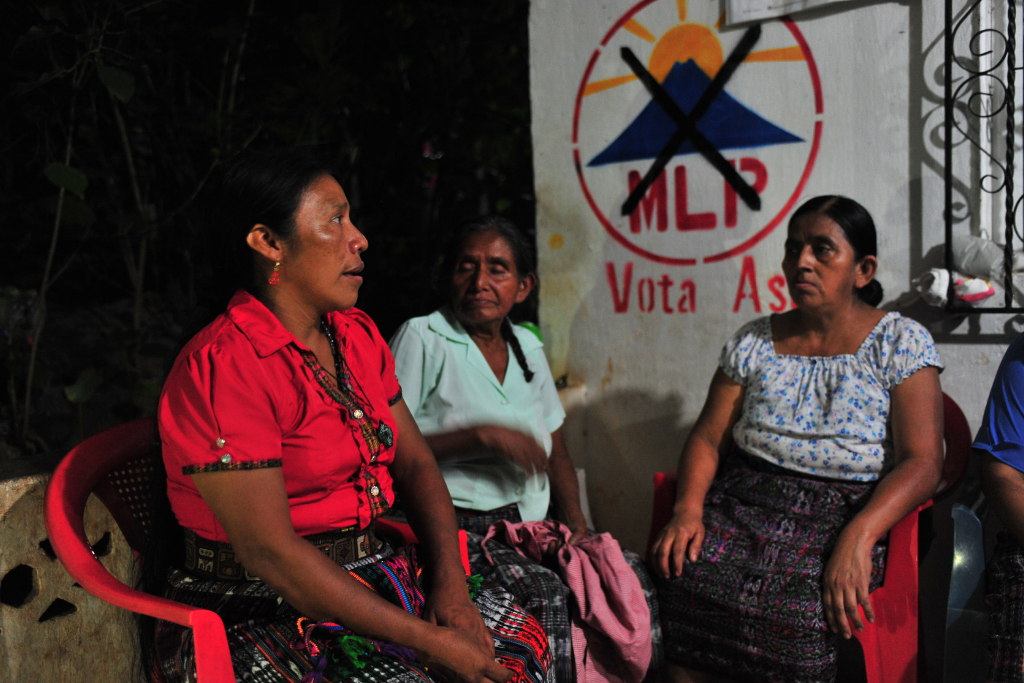
Тельма Кабрера с семьёй в ночь выборов в ожидании результатов.

Кабрера была активисткой Комитета крестьянского развития (исп. Comité de Desarrollo Campesino; CODECA) — массовой правозащитная организация, работающей над улучшением положения сельской бедноты Гватемалы. Кабрера была выбрана кандидаткой в президенты от недавно сформированной CODECA политической партии — «Движение за освобождение народов» (исп. Movimiento para la Liberación de los Pueblos; MLP) — на всеобщих выборах в Гватемале 16 июня 2019 года. И MLP, и CODECA столкнулись с резкой реакцией на их кампанию в защиту коренных народов. Кабрера и её соратники получали бесчисленные угрозы расправы. В 2018 году был убит член национального руководства CODECA Луис Артуро Маррокин. Семь других членов CODECA и крестьянских организаций были убиты накануне выборов в период с мая по июнь 2018 года.
По опросам, Кабрера начала предвыборную кампанию пятой в гонке с 20 кандидатами. Несмотря на то, что 60 % населения составляет коренное население, Кабрера была лишь второй женщиной из числа коренного населения, баллотировавшейся на пост президента после Ригоберты Менчу. Единственный кандидат коренного происхождения, она, в отличие от своих оппонентов, не имела ни высшего образования, ни политического опыта. Во время кампании основные СМИ высмеивали её иногда неуклюжее произношение на неродном для неё кастильском испанском и её одежду.
Лозунг её предвыборной кампании «Yo Elijo Dignidad» («Я выбираю достоинство») был нацелен на долгую историю жестокого обращения с коренными народами, коррупции и фальсификаций на выборах в Гватемале. Все трое кандидатов, финишировавших впереди Кабреры, были вовлечены в скандалы и злоупотребления. Победитель Алехандро Джамматтеи был причастен к внесудебным казням семи заключенных в 2006 году, занявшую второе место Сандру Торрес обвиняли в отмывании денег и незаконном финансировании предвыборных кампаний, а обладатель третьего места Роберто Арсу столкнулся с санкциями в связи с погашением многомиллионной задолженности перед своим политтехнологом. Кабрера планировала решить проблемы с коррупцией путём снижения заработной платы правительственным чиновникам, чтобы отвадить от этих должностей стремящихся к обогащению или укреплению своих деловых связей.
Первый тур она завершила на четвёртом месте среди девятнадцати кандидатов, получив 452 260 голосов (10,33 %). Это стало самым высоким результатом среди всех кандидатов в президенты из числа коренных народов в истории Гватемалы. От её партии в Конгресс был избран один депутат. «Движение за освобождение народов» сообщило о нескольких нарушениях, связанных во время выборов и подсчёта голосов, хотя их обвинения были отклонены.

### Президентские выборы 2023 года
MLP повторно выдвинула её на президентских выборах 2023 года кандидатом на пост вице-президента в паре с бывшим омбудсменом (уполномоченным по правам человека) Хорданом Родасом, получившим международное признание за свою борьбу с безнаказанностью во время правления президента Алехандро Джамматтеи и его предшественника Джимми Моралеса. Однако их кандидатуры были отклонены избирательным трибуналом Гватемалы, который заявил, что Родас не предоставил подтверждения того, что против него не возбуждено никаких дел о коррупции — при том, что скандально известным политикам, против которых велись судебные процессы о коррупции, беспрепятственно разрешили зарегистрироваться.
Правозащитные организации и международные наблюдатели раскритиковали решение Избирательного трибунала как политическую месть президента Джамматтеи. Политолог и эксперт по выборам в Латинской Америке Дэниел Дзоватто раскритиковал это как «электоральный переворот».

## Политические взгляды
Выдвигаясь на пост президента, Кабрера обязывалась защищать индивидуальные и коллективные права маргинализированных груп, в том числе путём проведения конституционной реформы и других преобразований, отражающих интересы гватемальского общества. В своей программе Кабрера пообещала дать голос безмолвному большинству Гватемалы (коренному населению). Её приоритеты включают справедливое представительство коренных народов и афрогватемальцев, эффективную систему здравоохранения и уважение трудовых прав. Называя себя «защитницей Матери-Земли», Кабрера также подчёркивала стремление к здоровой и процветающей окружающей среды с сосуществующей экономикой, которая не вмешивается в экосистемы. Эта концепция соответствует верованиям майя и других народов Гватемалы. Её социально-экономическую платформу сравнивали с моделью «Buen Vivir» («Хорошая жизнь») из таких стран, как Эквадор и Боливия. В соответствии с ней в политическую систему вносятся изменения для устранения классового неравенства, укрепления трудовых прав и обеспечения удовлетворения основных потребностей, таких как доступ к воде и электричеству.